# レッチュベルクトンネル

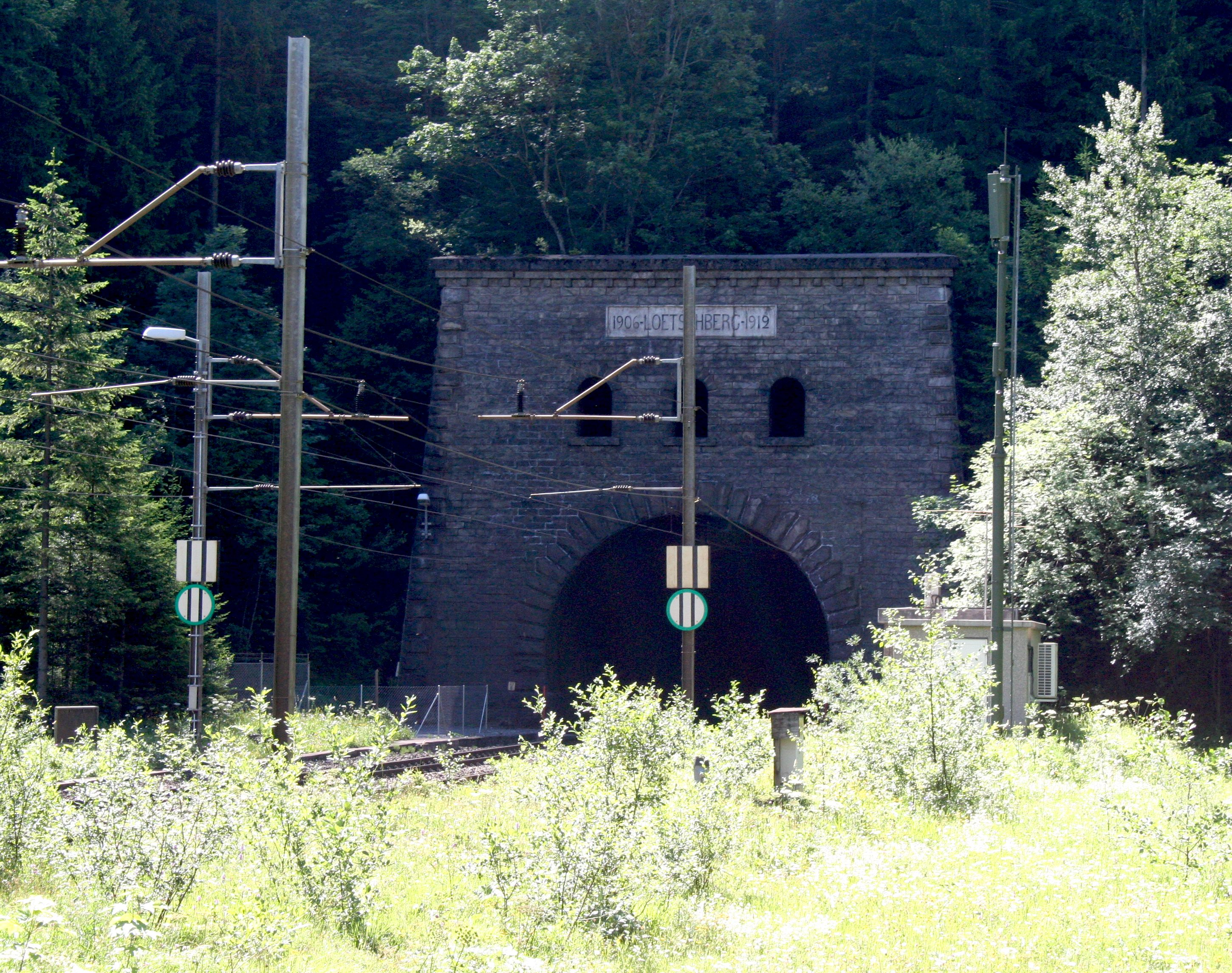
レッチュベルクトンネル

レッチュベルクトンネル（Lötschberg Tunnel）はスイスのアルプス山脈を横切っている長さ14.6kmの鉄道用トンネル。ヴァレー州のゴッペンシュタインとベルン州のカンデルシュテッグとを結ぶ。1906年に工事が始まり、1908年2月に雪崩が労働者の宿泊場所を直撃して13人が死亡、同年7月にはトンネルが崩落し25人が死亡する事故が起こったものの1911年3月に貫通し1913年から列車が運行し始めた。複線トンネル1本で構成されている。
自動車輸送サービスがBLSにより提供されている。所要時間はおよそ20分間で、開放構造の貨車に自動車を搭載し、利用者は自動車に乗ったまま通過する。ピーク時には7.5分毎に運行される。
レッチュベルクトンネルは線形が悪いため列車の高速運行に向かないこと、車両限界が狭いため貨物輸送に不利なことから、アルプトランジット計画の一環としてこのトンネルの下400mをレッチュベルクベーストンネルが建設され、2007年6月15日に開通した。